# Alfred Evers
Alfred „Fred” Evers (ur. 13 maja 1935 w Eupen, zm. 19 listopada 2018 tamże) – belgijski polityk, samorządowiec i przedsiębiorca, parlamentarzysta i senator, wieloletni burmistrz Eupen, w latach 1999–2004 przewodniczący Parlamentu Niemieckojęzycznej Wspólnoty Belgii.

## Życiorys
Zawodowo pracował jako przedsiębiorca. Był dyrektorem w różnych firmach z branży transportu i nieruchomości, zasiadał we władzach spółki komunalnej. Kierował także FEBETRA, krajową federacją przedsiębiorstw z branży transportu i logistyki. Zaangażował się w działalność polityczną w ramach liberalnego ugrupowania Partei für Freiheit und Fortschritt. W latach 1974–1977 i 1978–1985 zasiadał w Izbie Reprezentantów, był również dokooptowanym członkiem Senatu m.in. z ramienia prowincji (1977–1978 i 1985–1995). W różnych okresach należał ponadto do rady miejskiej Eupen, rady prowincji Liège (1988–1994), rad Francuskiej Wspólnoty Belgii i Regionu Walońskiego (1988–1999), a także pozostawał burmistrzem Eupen (1977–2000). Od 1977 zasiadał w radzie Niemieckojęzycznej Wspólnoty Belgii, przekształcanej następnie w radę kulturową (1984) i parlament (2004) – początkowo jako oddelegowany, w 1995 po raz pierwszy wybrany w wyborach bezpośrednich. W kadencji 1999–2004 zajmował stanowisko przewodniczącego tego gremium, odszedł z niego po wyborach z 2009. Od 2012 do 2013 był radnym i aldermanem (członkiem władz miejskich) w Eupen, odpowiedzialnym za finanse, odszedł z funkcji ze względów zdrowotnych.